# Ally McBealová
Ally McBealová (v anglickém originále Ally McBeal) je americký televizní seriál, který byl od roku 1997 do roku 2002 v angličtině vysílán na televizi Fox, v Česku byl vysílán Českou televizí a od března 2011 na Prima Love. Hlavní roli právničky Ally McBealové zahrála Calista Flockhartová, další role právníků ve fiktivní bostonské právnické firmě (Cage, Fish a spol.) zahráli například Lucy Liu, Peter MacNicol, Greg Germann a Jane Krakowski. Seriál obdržel cenu Emmy a Zlatý glóbus.

## Obsazení a dabing
| Herec/herečka            | Postava                   | Český dabing     | Poznámka k výskytu       |
| ------------------------ | ------------------------- | ---------------- | ------------------------ |
| Calista Flockhartová     | Ally McBealová            | Ivana Andrlová   |                          |
| Peter MacNicol           | John „Piškot“ Cage        | Jiří Prager      | (epizody 12–103)         |
| Greg Germann             | Richard Fish              | Jiří Langmajer   |                          |
| Jane Krakowski           | Elaine „Štěkna“ Vassalová | Linda Rybová     |                          |
| Lisa Nicole Carsonová    | Renée Raddicková          | Monika Žáková    | (řady 1–4; poslední díl) |
| Portia de Rossi          | Nelle Porterová           | Ivana Milbachová | (epizody 34–112)         |
| Lucy Liu                 | Ling Wooová               | Nela Boudová     | (epizody 34–96)          |
| Gil Bellows              | Billy Allen Thomas        | Michal Dlouhý    | (epizody 1–62)           |
| Courtney Thorne-Smithová | Georgia Thomasová         | Dagmar Čárová    | (řady 1–3)               |
| Hayden Panettiere        | Maddie Harrington         |                  | (epizody 102–112)        |
| Vonda Shepardová         | sebe sama                 |                  | (řady 2–5)               |
| Robert Downey Jr.        | Larry Paul                | Jiří Dvořák      | (řada 4)                 |
| James LeGros             | Mark Albert               | Ivan Trojan      | (řada 4)                 |
| Regina Hallová           | Corretta Lipp             |                  | (řada 5)                 |
| Julianne Nicholson       | Jenny Shaw                |                  | (epizody 91–103)         |
| Josh Hopkins             | Raymond Millbury          |                  | (řada 5)                 |
| James Marsden            | Glenn Foy                 |                  | (epizody 91–103)         |

## Seznam dílů
| Řada | Díly | Premiéra v USA | Premiéra v USA  | Premiéra v ČR   | Premiéra v ČR      |
| Řada | Díly | První díl      | Poslední díl    | První díl       | Poslední díl       |
| ---- | ---- | -------------- | --------------- | --------------- | ------------------ |
| 1    | 23   | 8. září 1997   | 18. května 1998 | 8. ledna 2000   | 10. června 2000    |
| 2    | 23   | 14. září 1998  | 24. května 1999 | 14. června 2000 | 7. prosince 2000   |
| 3    | 21   | 25. října 1999 | 22. května 2000 | 2. ledna 2001   | 29. května 2001    |
| 4    | 23   | 12. října 2000 | 21. května 2001 | 5. června 2001  | 13. listopadu 2001 |
| 5    | 22   | 29. října 2001 | 20. května 2002 | 7. září 2007    | 1. února 2008      |